# Стодола, Аурель Болеслав
Аурель Болеслав Стодола (англ. Aurel Stodola; 1859—1942) — словацкий учёный, педагог, инженер-конструктор. Основатель прикладной термодинамики, турбиностроения. Работал в Чехии и Швейцарии.

## Биография
С 1877 года изучал машиностроение в Политехнической школе в Будапеште, затем, в 1878 году в Политехническом институте в Цюрихе, где получил диплом с отличием в 1881 году. После окончания учёбы помог восстановить разрушенное пожаром производство на кожевенном заводе своего отца. С 1884 по 1892 годы работал на машиностроительном заводе Ruston в Праге.
С марта 1892 года был профессором в области машиностроения в Швейцарском политехническом институте (в настоящее время — Швейцарская высшая техническая школа Цюриха). Одним из его студентов был Альберт Эйнштейн.
В 1892 году Стодола основал турбомашинную лабораторию, работающую и по ныне (en:Laboratory for Energy Conversion) в структуре Швейцарской высшей технической школы Цюриха. Стал известен как специалист в области турбомашин и тепловых двигателей. Сформулировал названный его именем закон о производительности турбин. Консультации Стодолы сыграли важную роль при создании Генри Зоэлли в 1903 году его первой многоступенчатой турбины и Гансом Хольцвартом в 1905 году первой готовой к производству газовой турбины.
В 1903 году опубликовал книгу Die Dampfturbinen und die Aussichten der Wärmekraftmaschinen: Versuche und Studien, в которой рассмотрена термодинамика турбин, подняты темы газодинамики, вибропрочности, сопротивления материалов элементов конструкций, в том числе быстровращающихся, концентрации механических напряжений на отверстиях.
В сотрудничестве с Фердинандом Зауэрбрухом разработал протез руки.
Написал книгу «Мысли о вере с точки зрения инженера» (Springer-Verlag, 1931). Кроме того, Стодола занимался философскими и экономическими вопросами и переписывался с Альбертом Эйнштейном (с которым поддерживал дружеские отношения) и Альбертом Швейцером.
После выхода на пенсию в 1929 году продолжал вести исследования.
Братья: Корнел Милан и Эмил Стодола.